# Acacia hippuroides
Acacia hippuroides — вид квіткових рослин з родини бобових. Ареал: Австралія (Західна Австралія).

## Середовище
Росте в насичено-червоному піску або супіску в лісах, чагарниках і місцях просочування.

## Біоморфологічна характеристика
Це кущ заввишки до 1 метра. Гілки вкриті щільними шерстистими бархатисто-жовтими волосками довжиною близько 0,5 мм, а також мають прилистки довжиною 1–2 мм. Філодії зустрічаються в мутовках, що містять від 12 до 15 окремих філодій. Філодії розпростерті та загнуті, на верхній поверхні рифлені, мають довжину 12–20 мм і ширину 0,3–0,4 мм. Цвіте з березня по жовтень і дає жовті квітки. Квіткові голови від облоїдної до кулястої форми містять від 30 до 40 квіток. стручки мають широколінійну форму і більш-менш плоскі та вигнуті. Рідкі або помірно ворсинчасті стручки мають довжину близько 25 мм і ширину від 8 до 15 мм і мають нечіткі нерви, які розташовані сітчасто. Насіння всередині розташовані поперечно і мають довжину близько 4 мм.